# The Finger
The Finger är ett punkband bildat av Ryan Adams och Jesse Malin, under pseudonymerna Warren Peace (Adams) och Irving Plaza (Malin).

## Diskografi
- 2003 – We Are Fuck You